# Nuoto ai campionati mondiali di nuoto 2023 - 100 metri farfalla femminili
La gara di nuoto dei 100 metri farfalla femminili dei campionati mondiali di nuoto 2023 è stata disputata il 23 e 24 luglio 2023 presso il Marine Messe Fukuoka di Fukuoka. Vi hanno preso parte 49 atlete provenienti da 43 nazioni.
La competizione è stata vinta dalla nuotatrice cinese Zhang Yufei, mentre l'argento e il bronzo sono andati rispettivamente alla canadese Margaret MacNeil e alla statunitense Torri Huske.

## Podio
| Posizione | Atleta           | Nazionalità |
| --------- | ---------------- | ----------- |
| Oro       | Zhang Yufei      | Cina        |
| Argento   | Margaret MacNeil | Canada      |
| Bronzo    | Torri Huske      | Stati Uniti |

## Programma
| Data           | Ora (UTC+9) | Turno      |
| -------------- | ----------- | ---------- |
| 23 luglio 2023 | 11:21       | Batterie   |
| 23 luglio 2023 | 20:12       | Semifinali |
| 24 luglio 2023 | 20:09       | Finale     |

## Record
Prima della competizione il record del mondo e il record dei campionati erano i seguenti:
| Record mondiale       | 55"48 | Sarah Sjöström Svezia | 7 agosto 2016 Rio de Janeiro, Brasile |
| Record dei campionati | 55"53 | Sarah Sjöström Svezia | 24 luglio 2017 Budapest, Ungheria     |

Nel corso della competizione non sono stati migliorati.

## Risultati

### Batterie
| Pos. | Batteria | Corsia | Atleta                 | Nazionalità          | Tempo   | Note |
| ---- | -------- | ------ | ---------------------- | -------------------- | ------- | ---- |
| 1    | 3        | 5      | Zhang Yufei            | Cina                 | 56"89   | Q    |
| 2    | 4        | 5      | Emma McKeon            | Australia            | 57"05   | Q    |
| 3    | 5        | 6      | Angelina Köhler        | Germania             | 57"23   | Q    |
| 4    | 5        | 3      | Louise Hansson         | Svezia               | 57"49   | Q    |
| 5    | 5        | 5      | Margaret MacNeil       | Canada               | 57"56   | Q    |
| 6    | 5        | 4      | Torri Huske            | Stati Uniti          | 57"66   | Q    |
| 7    | 3        | 3      | Wang Yichun            | Cina                 | 57"72   | Q    |
| 8    | 3        | 4      | Gretchen Walsh         | Stati Uniti          | 57"74   | Q    |
| 9    | 4        | 3      | Brianna Throssell      | Australia            | 57"94   | Q    |
| 10   | 4        | 6      | Lana Pudar             | Bosnia ed Erzegovina | 57"95   | Q    |
| 11   | 4        | 4      | Marie Wattel           | Francia              | 58"02   | Q    |
| 12   | 4        | 7      | Anna Ntountounaki      | Grecia               | 58"12   | Q    |
| 13   | 3        | 6      | Ai Soma                | Giappone             | 58"17   | Q    |
| 14   | 3        | 0      | Amina Kajtaz           | Croazia              | 58"50   | Q    |
| 15   | 4        | 8      | Helena Rosendahl Bach  | Danimarca            | 58"55   | Q    |
| 16   | 3        | 2      | Katerine Savard        | Canada               | 58"56   | Q    |
| 17   | 4        | 2      | Rikako Ikee            | Giappone             | 58"61   |      |
| 18   | 4        | 1      | Ilaria Bianchi         | Italia               | 58"62   |      |
| 19   | 5        | 2      | Farida Osman           | Egitto               | 59"09   |      |
| 20   | 5        | 1      | Keanna Macinnes        | Gran Bretagna        | 59"30   |      |
| 21   | 3        | 1      | Paulina Peda           | Polonia              | 59"34   |      |
| 22   | 5        | 0      | Barbora Seemanová      | Rep. Ceca            | 59"36   |      |
| 23   | 5        | 7      | Giovanna Diamante      | Brasile              | 59"39   |      |
| 24   | 3        | 7      | Ellen Walshe           | Irlanda              | 59"44   |      |
| 25   | 3        | 8      | Quah Jing Wen          | Singapore            | 59"60   |      |
| 26   | 5        | 8      | Vanessa Hazel Ouwehand | Nuova Zelanda        | 59"81   |      |
| 27   | 4        | 0      | Paula Juste Sánchez    | Spagna               | 59"94   |      |
| 28   | 3        | 9      | Park Su-jin            | Corea del Sud        | 1'00"20 |      |
| 29   | 2        | 3      | Trinity Hearne         | Sudafrica            | 1'00"27 |      |
| 30   | 4        | 9      | Zsuzsanna Jakabos      | Ungheria             | 1'00"51 |      |
| 31   | 2        | 5      | Laura Lahtinen         | Finlandia            | 1'00"56 |      |
| 32   | 5        | 9      | Athena Meneses Kovacs  | Messico              | 1'00"95 |      |
| 33   | 2        | 4      | Luana Alonso           | Paraguay             | 1'01"16 |      |
| 34   | 2        | 2      | Olivia Borg            | Samoa                | 1'01"80 |      |
| 35   | 2        | 6      | Jasmine Alkhaldi       | SMF                  | 1'01"94 |      |
| 36   | 2        | 1      | Sabrina Lyn            | Giamaica             | 1'02"13 |      |
| 37   | 1        | 4      | Varsenik Manucharyan   | Armenia              | 1'02"41 |      |
| 38   | 1        | 5      | María Schutzmeier      | Nicaragua            | 1'02"56 |      |
| 39   | 2        | 9      | Isabella Alas          | El Salvador          | 1'02"85 |      |
| 40   | 2        | 7      | Oumy Diop              | Senegal              | 1'03"14 |      |
| 41   | 1        | 8      | Felicity Passon        | Seychelles           | 1'03"15 |      |
| 42   | 2        | 8      | Emily Muteti           | SMF                  | 1'03"17 |      |
| 43   | 2        | 0      | Julimar Ávila          | Honduras             | 1'03"52 |      |
| 44   | 1        | 3      | Lia Ana Lima           | Angola               | 1'04"88 |      |
| 45   | 1        | 6      | Adriana Giles López    | Bolivia              | 1'05"70 |      |
| 46   | 1        | 7      | Hayley Hoy             | eSwatini             | 1'09"14 |      |
| 47   | 1        | 2      | Hayley Wong            | Brunei               | 1'09"52 |      |
| 48   | 1        | 1      | Tara Naluwoza          | Uganda               | 1'09"69 |      |
| 49   | 1        | 0      | Alyse Leilla Maniriho  | Burundi              | 1'29"91 |      |

### Semifinali
| Pos. | Semifinale | Corsia | Atleta                | Nazionalità          | Tempo | Note |
| ---- | ---------- | ------ | --------------------- | -------------------- | ----- | ---- |
| 1    | 2          | 4      | Zhang Yufei           | Cina                 | 56"40 | Q    |
| 2    | 1          | 3      | Torri Huske           | Stati Uniti          | 56"76 | Q    |
| 3    | 2          | 3      | Margaret MacNeil      | Canada               | 56"78 | Q    |
| 4    | 1          | 4      | Emma McKeon           | Australia            | 56"89 | Q    |
| 5    | 2          | 5      | Angelina Köhler       | Germania             | 57"05 | Q    |
| 6    | 1          | 6      | Gretchen Walsh        | Stati Uniti          | 57"14 | Q    |
| 6    | 2          | 2      | Brianna Throssell     | Australia            | 57"14 | Q    |
| 8    | 2          | 7      | Marie Wattel          | Francia              | 57"17 | Q    |
| 9    | 1          | 5      | Louise Hansson        | Svezia               | 57"29 |      |
| 10   | 1          | 2      | Lana Pudar            | Bosnia ed Erzegovina | 57"34 |      |
| 11   | 2          | 6      | Wang Yichun           | Cina                 | 57"74 |      |
| 12   | 1          | 7      | Anna Ntountounaki     | Grecia               | 57"97 |      |
| 13   | 1          | 8      | Katerine Savard       | Canada               | 58"18 |      |
| 14   | 2          | 1      | Ai Soma               | Giappone             | 58"27 |      |
| 15   | 1          | 1      | Amina Kajtaz          | Croazia              | 58"49 |      |
| 16   | 2          | 8      | Helena Rosendahl Bach | Danimarca            | 58"54 |      |

### Finale
| Pos.    | Corsia | Atleta            | Nazionalità | Tempo | Note |
| ------- | ------ | ----------------- | ----------- | ----- | ---- |
| Oro     | 4      | Zhang Yufei       | Cina        | 56"12 |      |
| Argento | 3      | Margaret MacNeil  | Canada      | 56"45 |      |
| Bronzo  | 5      | Torri Huske       | Stati Uniti | 56"61 |      |
| 4       | 6      | Emma McKeon       | Australia   | 56"88 |      |
| 5       | 2      | Angelina Köhler   | Germania    | 57"05 |      |
| 6       | 8      | Marie Wattel      | Francia     | 57"13 |      |
| 7       | 1      | Brianna Throssell | Australia   | 57"34 |      |
| 8       | 7      | Gretchen Walsh    | Stati Uniti | 57"58 |      |